# Roleta Russa (programa de televisão)
Roleta Russa foi um game show exibido pela RecordTV durante o segundo semestre de 2003, apresentado pelo jornalista esportivo Milton Neves. Exibido às quintas-feiras era baseado em um formato pertencente à Sony Pictures Entertainment.

## Formato
O cenário do programa é baseado no tambor de um revólver, sendo comparado ao jogo suicida conhecido como "roleta russa". O participante que errasse a resposta de alguma pergunta acionava uma alavanca, que selecionaria um dos outros jogadores ou a si mesmo. A pessoa selecionada pela alavanca cairia num buraco de dois metros de altura, sendo automaticamente eliminada.
No último bloco, restava um único participante, enquanto eram reexibidas as quedas dos outros participantes. O último participante deveria responder a oito perguntas em 60 segundos. Caso não soubesse a resposta de alguma, esta poderia ser pulada, sendo obrigatoriamente respondida no final. Se uma das respostas for errada, ou se o tempo se esgotar, o participante cairia no buraco, porém, levando uma quantia em dinheiro acumulada durante as provas. Se o participante acertasse todas as respostas dessa rodada, ainda deveria passar por uma última fase, onde eram contados quantos buracos abriram durante a rodada anterior (a cada 10 segundos abriam 1 buraco). Dessa forma, o participante acionava a alavanca para girar a roleta russa, caso a luz vermelha parasse sobre o participante, este era eliminado, e levava o valor acumulado. Porém, caso não parasse a luz vermelha sobre o participante, ele ganhava o prêmio de R$ 500.000,00.

## Audiência
No dia 12 de julho de 2003 o Roleta Russa ficou na terceira posição da audiência. O programa registrou 5 pontos de média e picos de 7. Adamastor Pitaco, Marcelo Médici que interpreta Zoinho, Dedé Santana, Paulo Roberto Martins, o Morsa, e Marcos Plonka, o Samuel Blaustein da Escolinha do Barulho, participaram do game da Record.
O programa Roleta Russa ficou em terceiro lugar no ranking do Ibope. Na sexta-feira 15 de agosto de 2003, o game da Record registrou média de 5 pontos e picos de 8. No horário, a Globo foi primeira colocada com 25 pontos e o SBT segundo com 17.  Participaram o cantor Ronnie Von, a cantora Cláudia Leitte, do Grupo Babado Novo, Vavá, Patrícia Coelho e Sérgio Mallandro. No programa de Milton Neves, quem se deu bem foi a cantora Patrícia Coelho.